# Boogie Nights (film)
Boogie Nights is een misdaad-dramafilm uit 1997 onder regie van Paul Thomas Anderson, die ook het scenario schreef en coproducent was. De film volgt een jonge pornoacteur in de jaren 70 en 80 en de hoogte- en dieptepunten in zijn carrière.
De productie werd genomineerd voor Oscars voor beste scenario, beste bijrolspeler (Burt Reynolds) en beste bijrolspeelster (Julianne Moore). Meer dan twintig andere filmprijzen werden Boogie Nights daadwerkelijk toegekend, waaronder een Golden Globe voor beste bijrolspeler (Reynolds), Golden Satellite Awards voor beste bijrolspeler (Reynolds) en beste bijrolspeelster (Moore) en een Satellite Special Achievement Award voor het samenspel van alle acteurs.

## Verhaal
De film draait om de porno-industrie aan het eind van de jaren 70 en het begin van de jaren 80 vanuit het oogpunt van de jonge pornoster Dirk Diggler. De film richt zich op zijn ontdekking door pornoregisseur Jack Horner. Hierna groeit hij uit tot een pornolegende, totdat hij in de vergetelheid raakt als hij door zijn drugsverslaving, paranoia, impotentie en arrogante houding niet meer aangenomen wordt voor filmrollen.
Naast Dirk volgt de film ook personen waar hij een connectie mee heeft, zoals Jack, Amber, Buck en Rollergirl.
Jack ontdekt een 17-jarige Eddie Adams in een nachtclub, waar hij een baantje als afwasser heeft en bijverdient door zijn lange penis te tonen. Al snel weet hij hem te overhalen om de porno-industrie in te gaan en krijgt hij de filmnaam Dirk Diggler. Dirk groeit al snel uit tot een bekende ster die de ene na de andere prijs ontvangt. Hij wordt stinkend rijk en geeft zijn geld uit aan dure spullen.
Jacks assistent Little Bill is getrouwd met een andere pornoster die hem constant vernedert door in het openbaar seks te hebben met andere mannen. Op de oudejaarsavond van 1979 heeft hij er genoeg van wanneer hij haar opnieuw betrapt. Hij pakt een revolver uit zijn auto en schiet haar en haar minnaar dood, voordat hij ook een einde maakt aan zijn eigen leven. Dit is een breekpunt in de film, aangezien het leven van de op dat moment nog rijzende karakters drastisch achteruit gaat.
De film volgt mislukte pogingen van de karakters om met het leven door te gaan, nadat ze allemaal de porno-industrie verlaten hebben. Jack doet pogingen om de populariteit van Dirk omhoog te brengen en verliest zijn aanzien door aftreksels te maken van films waar Dirk in te zien was. Zijn investeerder en tevens hoge baas Colonel James moet de gevangenis in voor pedofilie en bezit van kinderporno. Hierna moet Jack zelf voor de financiën zorgen en neemt uiteindelijk pornoactrice Rollergirl aan, om seks te hebben met voorbijgangers die ze in hun limousine tegenkomen. Wanneer ze een man oppikken die Rollergirl herkent van de middelbare school, is zij bang dat haar persoonlijke en zakelijke leven elkaar kruisen. Ze duwt de man van zich af, waarna hij haar beledigt, voordat hij Jack een slechte filmmaker noemt. Jack en Rollergirl gaan door het lint en slaan de man in elkaar. Ze laten hem bloedend op straat achter.
Amber Waves bevindt zich in een heftige voogdijstrijd met haar man. Hij vindt dat ze door haar gebruik van drugs en baan als pornoactrice niet een geschikte omgeving biedt voor haar zoon en eist de voogdij over hem op. Uiteindelijk wint de vader, waarna Amber gebroken en alleen achterblijft.
Buck Swope trouwt met pornoactrice Jessie St. Vincent, die vlak na de bruiloft zwanger van hem wordt. Nadat een bank hem weigert een lening te geven om een eigen stereozaak te beginnen, stopt hij bij een donutzaak. Wanneer hier een overval plaatsvindt, besluit een andere klant de overvaller neer te schieten. De geschrokken overvaller vuurt terug, waarna de schietende klant uit reflex de winkelbediende neerschiet.  Er zijn geen getuigen meer en Buck grijpt zijn kans: hij gaat ervandoor met het geld.
Dirk ontwikkelt een verslaving aan cocaïne en methamfetamine en neemt ontslag wanneer Jack hem confronteert met het feit dat hij er op achteruit gaat. Vervolgens beginnen hij en Reed hun eigen rockband en proberen iemand op te lichten met drugs. Dirk zoekt hulp bij Jack, met wie hij het bijlegt. Samen gaan ze opnieuw de porno-industrie in.

## Rolverdeling
| Acteur                 | Personage                  | Beschrijving |
| ---------------------- | -------------------------- | --- |
| Mark Wahlberg          | Eddie 'Dirk Diggler' Adams | Eddie is een aantrekkelijke maar dommige jongen die als tiener met school stopt om geld te verdienen. Wanneer hij door Jack Horner ontdekt wordt, gaat hij de porno-industrie in, waar hij een bekendheid wordt. In de jaren 80 raakt hij verslaafd aan cocaïne en verlaat de studio na een ruzie met Jack.                                                                                                  |
| Burt Reynolds          | Jack Horner                | Jack Horner is een pornoregisseur die Eddie in een nachtclub ontdekt. Al snel wordt hij zijn vaderfiguur en zorgt ervoor dat hij een bekende pornoacteur wordt. Het is zijn droom om een kwaliteitsfilm te maken. |
| John C. Reilly         | Reed Rothchild             | Reed is een pornoacteur die al gauw bevriend raakt met Dirk. Hij is naast hem in verscheidene pornofilms te zien, voordat ze ook hun eigen rockband beginnen. Reed houdt vol dat hij de porno-industrie niet nodig heeft en wil stiekem een illusionist worden. |
| Julianne Moore         | Amber Waves                | Amber is een pornoactrice die een ernstige cocaïneverslaving heeft. Ze heeft emotionele problemen omdat ze eerder al de voogdij heeft verloren over haar kind en dolgraag een moederfiguur van iemand wil zijn. Dit probeert ze bij Dirk. Ze brengt hem aan de drugs. Wanneer Dirk de samenwerking met Jack beëindigt, neemt ze Rollergirl onder haar hoede.                                                 |
| Heather Graham         | Rollergirl                 | Rollergirl is net als Dirk nog jong als ze de porno-industrie in gaat. Ze doet nooit haar rolschaatsen uit en heeft daarom de bijnaam Rollergirl. Net als Dirk stopt ze met school om voor Jack te werken. Wanneer ze in Amber een moeder zoekt, krijgt ze een cocaïneverslaving. In de tijd dat het - op financieel gebied - slecht gaat met Jack, is ze een van de weinigen die hem niet in de steek laat. |
| Don Cheadle            | Buck Swope                 | Buck is een parttime stereoverkoper en pornoacteur die na het verlaten van de porno-industrie zijn uiterste best doet om nog iets van zijn leven te maken. Hij trouwt met Jessie St. Vincent. |
| Philip Seymour Hoffman | Scotty J.                  | Scotty is een verlegen homoseksuele man die verliefd is op Dirk. Hij werkt voor Jack als crewlid en blijft Dirk altijd bijstaan, zelfs wanneer Dirk hem afwijst als Scotty hem zoent. |
| Luis Guzmán            | Maurice TT Rodriguez       | |
| Nicole Ari Parker      | Becky Barnett              | |
| William H. Macy        | Little Bill                | |
| Nina Hartley           | Little Bills echtgenote    | |
| Joanna Gleason         | Adams' moeder              | |
| Laurel Holloman        | Sheryl Lynn                | |
| Ricky Jay              | Kurt Longjohn              | |
| Melora Walters         | Jessie St. Vincent         | |
| Philip Baker Hall      | Floyd Gondolli             | |
| Thomas Jane            | Todd Parker                | |
| Alfred Molina          | Rahad Jackson              | |

## Trivia
- Verschillende personages in de film worden gespeeld door echte pornoacteurs, zoals Nina Hartley, Lil' Cinderella (Colonel James' vriendin), Lexi Leigh (Gondolli's dochter), Tony Tedeschi (aanwezig op het nieuwjaarsfeest), Summer Cummings (als zichzelf), Skye Blue (als zichzelf) en Veronica Hart (als rechter).
- Acteurs Reilly, Hoffman, Walters, Baker Hall en Ridgely waren een jaar eerder ook allemaal te zien in Andersons regiedebuut Hard Eight.
- Sommige scènes  en details in de film zijn gebaseerd op het levensverhaal van pornolegende John Holmes[1].